# Meloe baudueri
Meloe baudueri é uma espécie de insetos coleópteros polífagos pertencente à família Meloidae.
A autoridade científica da espécie é Grenier, tendo sido descrita no ano de 1863.
Trata-se de uma espécie presente no território português.